# Vakhtang III de Géorgie
Vakhtang III de Géorgie (en géorgien : ვახტანგ III ; 1276-1308) est un roi de Géorgie de 1301 à 1307.

## Biographie
Vakhtang III est le second fils du roi Démétrius II de Géorgie et de sa première épouse, la fille de l’empereur Manuel Ier de Trébizonde.
Il est nommé roi par l’Ilkan Ghazan en 1301 en opposition à son frère David VIII de Géorgie qui s’est révolté contre la domination mongole. Son autorité est limité à la capitale Tiflis et aux provinces sud de la Géorgie. Les deux frères partagent finalement pacifiquement le pouvoir.
Pendant que David VIII demeure en Géorgie, Vakthang III commande les corps d’auxiliaires des vassaux géorgiens et arméniens qui sont obligés de servir dans l’armée mongole lors des campagnes contre Damas et le Gilan. 
Vaktang III meurt en 1307. Il a épousé une princesse de la famille Schabouridzé. De cette union sont issus deux fils :
- Démétrius, duc de Dmanissi ;
- Georges, duc de Samchvildé.

## Sources
- Alexandre Manvélichvili, Histoire de la Géorgie, Nouvelles Éditions de la Toison d'Or, Paris, 1951, p. 238-239.
- Marie-Félicité Brosset, Histoire de la Géorgie depuis l’Antiquité jusqu’au XIXe siècle, v. 1-7, Saint-Pétersbourg, 1848-58 (lire ce livre avec Google Books : , ), p. 625-640.